# Acacia zapatensis
Acacia zapatensis är en ärtväxtart som beskrevs av Ignatz Urban och Erik Leonard Ekman. Acacia zapatensis ingår i släktet akacior, och familjen ärtväxter. IUCN kategoriserar arten globalt som starkt hotad. Inga underarter finns listade i Catalogue of Life.